# Kristi Harrower
Kristi Harrower (4 de março de 1975) é uma basquetebolista profissional australiana, medalhista olímpica.

## Carreira
Kristi Harrower integrou a Seleção Australiana de Basquetebol Feminino, em Londres 2012, conquistando a medalha de bronze.